# La Tène (gemeente)
La Tène is een gemeente in het Zwitserse kanton Neuchâtel.

## Geschiedenis
La Tène is een fusiegemeente die op 1 januari 2009 is ontstaan uit Marin-Epagnier en Thielle-Wavre. De gemeente maakte deel uit van het district Neuchâtel tot op 31 december 2017 de districten van Neuchâtel werden afgeschaft.

## Bevolking
La Tène heeft 4.826 inwoners waarvan het merendeel Frans spreekt (81,6 %), daarna komt Duits (7,2 %) en er wordt slechts 3,2% Italiaans gesproken.

## Geografie
La Tène heeft een oppervlakte van 5,44 km² en ligt aan het Meer van Neuchâtel. Daarmee ligt de gemeente zo'n 6 kilometer verwijderd van Neuchâtel. La Tène grenst aan Cudrefin, Cornaux, Gampelen, Ins en Saint-Blaise.

## Overleden
- Gaspard Vallette (1865-1911), journalist, schrijver, redacteur en onderwijzer